# Cutina strigulataria
Cutina strigulataria är en fjärilsart som beskrevs av Smith 1900. Cutina strigulataria ingår i släktet Cutina och familjen nattflyn. Inga underarter finns listade i Catalogue of Life.